# Kognitive Medienlinguistik
Die Kognitive Medienlinguistik (KML) ist ein interdisziplinärer Forschungszweig, der sich mit kognitiven Prozessen bei der Sprachverwendung und Kommunikation in medialen Kontexten befasst. Sie steht an der Schnittstelle zwischen kognitiver Linguistik, Medienlinguistik und Sprachkritik. Wie die Medienlinguistik untersucht die Kognitive Medienlinguistik den Sprachgebrauch in den Medien, erweitert um eine Analyse der kognitiven und emotionalen Prozesse, die mit der Sprachverarbeitung verbunden sind.

## Fragestellungen/Forschung
Anhand des Sprachgebrauchs in den Medien untersucht die Kognitive Medienlinguistik, wie massenmediale Prozesse die Vermittlung von Bewusstseinsinhalten beeinflussen, die Meinungsbildung steuern und Emotionen aktivieren können. Sprachliche Äußerungen im medialen Kontext dienen dabei als Untersuchungsgegenstand für die Analyse der mentalen Prozesse, die bei der Sprachproduktion und Sprachverarbeitung ablaufen. Im Unterschied zur Medienlinguistik befasst sich die Kognitive Medienlinguistik daher nicht nur mit den Spezifika des Sprachgebrauchs in Abhängigkeit vom Medium, sondern vorrangig mit den Zusammenhängen zwischen Sprache, Medialität und kognitiven sowie emotionalen Prozessen.
Als Untersuchungsgegenstand dienen hauptsächlich massenmediale Kommunikationsformen und Texte, aber auch persönliche Kommunikationsformen, die mittels technischer Medien wie Computer oder Handy erfolgen.
Der Begriff Medien kann auf drei Dimensionen bezogen werden:
- auf technische Medien (Radio, TV, Print, Mail, SMS etc.)
- auf Zeichenmedien (Sprache, Bild, Musik etc.)
- auf die sozial-psychologische Dimension

Aus der dritten Dimension wird bereits ersichtlich, dass die Aspekte der Textproduktion und Textrezeption sehr wichtig sind, um umfassende Erkenntnisse über den medialen Sprachgebrauch bekommen zu können.

### Sprache als mentales Kenntnissystem
Grundlegend für die Kognitive Medienlinguistik ist die Annahme, dass die menschliche Sprache als Subsystem der Kognition ein mentales Kenntnissystem darstellt. Damit versteht sich die KML als eine Teildisziplin der Kognitionswissenschaft. Ein Großteil des Wissens ist in Form von mentalen Schemata (Skript (Sprachwissenschaft), Frames (Wissensrepräsentation)) gespeichert, sprachliche Einheiten werden im Gedächtnis repräsentiert (Mentales Lexikon). Die Forschung geht davon aus, dass das Denken eine Ansammlung linguistischer und nicht linguistischer Prozesse ist. Demnach gibt es kaum Denkprozesse, bei denen die Sprache keine Rolle spielt. Sprache und Denken sind untrennbar miteinander verbunden. Genau dort setzt die KML an. Wenn die Denkweise des Menschen die Sprache beeinflusst, lässt dies umgekehrt auch Rückschlüsse von der sprachlichen Äußerung auf die zugrundeliegenden kognitiven Prozesse zu. Anhand der Sprache sind Einblicke in die Struktur und Funktionsweise des Geistes möglich und damit auch Aussagen darüber, wie Menschen Wissen erzeugen, Einstellungen kodieren und Realitäten konstruieren.
Die Zuordnung neuer Informationen zu Altbekanntem ist ein alltäglicher Prozess, mit dem Menschen ihre Erfahrungen strukturieren. Dieser Prozess birgt aber auch Gefahren: Es besteht die Tendenz, Bestätigungen des eigenen Weltbildes stärker wahrzunehmen und widersprüchliche Informationen eher auszublenden(Bestätigungsfehler). Das Wissen über die Welt und damit die Konstruktion der Realität wird ganz entscheidend durch die Massenmedien geprägt. Das spielt insbesondere im Bereich der sozialen Medien eine wichtige Rolle. Sie begünstigen zum einen die selektive Suche nach Informationen, zum anderen ist ein Großteil der gezeigten Informationen auf das spezifische Profil des Nutzers zugeschnitten (Echokammerphänomen). Durch kognitionslinguistische Analysen werden die mentalen Modelle mit ihren spezifischen Bewertungssystemen hinter sprachlichen Äußerungen sichtbar und die zugrundeliegenden Denkprozesse nachvollziehbar gemacht.

### Sprache als kommunikatives Instrument
Insbesondere bei sprachlichen Äußerungen im medialen Umfeld ist noch eine andere Funktion der Sprache entscheidend: Da Sprache als kommunikatives Instrument fungiert, können sprachliche Äußerungen nicht nur als Spuren der Denkprozesse des Produzenten bei der Sprachproduktion gelesen werden. Ebenso sind sie (Handlungs-)Signale an den Rezipienten der Äußerung, da beim Sprachverstehen auch im Gehirn des Rezipienten kognitive Prozesse ausgelöst werden. Für die Forschung ist die massenmedialen Kommunikation dabei von besonderem Interesse, weil sie aufgrund der großen Reichweite entsprechend viele potenzielle Empfänger hat, die diese Handlungssignale erhalten und – bewusst oder unbewusst – verarbeiten.

### Sprache und Emotion
Für die Erforschung des Sprachgebrauchs in Medien ist auch der Zusammenhang von Sprache und Emotion entscheidend, da keine sprachliche Äußerung allein kognitiv produziert oder rezipiert wird. Kognition und Emotion sind keine vollständig voneinander getrennten Entitäten, sondern beeinflussen sich gegenseitig. Das primär für Emotionen verantwortliche limbische System hat zahlreiche neuronale Verbindungen zum Kortex. Denkprozesse sind demnach nie nur von kognitiven, sondern immer auch von affektiven Bewertungen begleitet.
Emotionen fungieren als interne Bewertungssysteme des Menschen und haben somit Einfluss auf das Denken und das Handeln. Auch das Sprachverstehen ist kein neutraler Vorgang, sondern wird immer mehr oder weniger von Emotionen gesteuert, da diese nicht nur Denkprozesse auslösen oder selbst durch Denkprozesse ausgelöst werden können, sondern als Bewertungssysteme maßgeblich jede Äußerung prägen. Umgekehrt machen sich Produzenten diese Gegebenheit gerade in den Massenmedien häufig selbst zunutze.
Das sogenannte Emotionspotenzial beschreibt die Eigenschaft einer sprachlichen Äußerung oder eines Textes, beim Rezipienten bestimmte Gefühle hervorrufen zu können. Ein hohes Emotionspotenzial haben beispielsweise Berichterstattungen, in denen ein Sachverhalt ausschließlich von einem bestimmten Standpunkt aus beleuchtet wird – man spricht in diesem Fall von einer Perspektivierung. Auch das Auslassen von Informationen oder eine De- und Rekontextualisierung von Information kann das Emotionspotenzial eines Textes erhöhen. Ziel der Kognitiven Medienlinguistik ist es, die verwendeten Strategien und sprachlichen Mittel transparent zu machen, um auf dieser Basis Aussagen über die potenzielle Wirkung einer sprachlichen Äußerung auf den Rezipienten zu treffen.

## Methodik
Die kognitive Medienlinguistik verwendet, je nach Forschungsgegenstand, Methoden, die in der allgemeinen und kognitiven Linguistik zum Tragen kommen. Dabei spielen vor allem empirische Beobachtungsmethoden eine Rolle. Um den Sprachgebrauch in medialer Kommunikation zu analysieren, eignet sich zum Beispiel die quantitative und qualitative Korpusanalyse, bei der eine Sammlung von Texten oder Textausschnitten zur linguistischen Auswertung erstellt wird. Diese kann Aufschluss über Sprachverwendungsphänomene geben, welche wiederum helfen, einen Einblick in mentale Strukturen und Prozesse zu ermöglichen. Bei kleineren Studien wird die Methode der Fragebogenstudie angewandt. Dazu werden Fragebögen zu einem bestimmten Thema an die Teilnehmer ausgehändigt und individuell beantwortet.
Ein weiteres Verfahren stellen linguistische Experimente dar. Sie zählen zu den wichtigsten Beobachtungsmethoden. Dabei wird zwischen Online- und Offline-Methoden unterschieden. Bei der Online-Methode wird direkt während des zu beobachtenden Vorgangs, bei der Offline-Methode erst nach dem Testvorgang angesetzt. Hierbei werden zum Beispiel Versuchspersonen bestimmte Aufgaben gestellt, und innerhalb einer Zeitspanne beobachtet und anschließend ausgewertet. Die Ergebnisse können Aufschluss über bestehende Thesen und Theorien geben und mentale Vorgänge während der medialen Textrezeption, aber auch bei der freien Reproduktion sichtbar machen.

## Anwendungsgebiete
Als interdisziplinäre Wissenschaft hat die kognitive Medienlinguistik verschiedene Anwendungsgebiete. Sie kann dazu beitragen, medienvermittelte öffentliche Kommunikation zu verstehen und zu gestalten. Sie greift, im Sinn der angewandten Linguistik, mitunter Probleme der Medienpraxis auf. Dabei kann sie zum Beispiel in einer Medienredaktion zur Untersuchung und Optimierung der Textproduktionskompetenz beitragen. Des Weiteren findet die kognitive Medienlinguistik beispielsweise in der Werbung oder Presse- und Öffentlichkeitsarbeit Anwendung, indem sie Empfehlungen zur Frage ausspricht, wie Texte hinsichtlich ihres Persuasionspotenzials gestaltet und präsentiert werden können. Dabei beschäftigt sie sich unter anderem mit den Fragestellungen: Wie steuert Sprache Meinungsbildungsprozesse in der Medienberichterstattung? Wie vermittelt Sprache in ihrer Doppelfunktion als kognitives Kenntnissystem und kommunikatives Instrument Bewusstseinsinhalte? Oder: Wie weckt sie persuasiv Begehrlichkeiten oder transportiert und schürt emotionale Vorurteile wie Rassismus, Extremismus und Antisemitismus?
Konkrete Anwendungs- und Analysefelder sind beispielsweise:
- Hasssprache im Internet
- Perspektivierung in der Medienberichterstattung
- Persuasion in der politischen Kommunikation
- Emotionalisierung in der Werbung